# Nanna brevifrons
Nanna brevifrons är en tvåvingeart som först beskrevs av Zetterstedt 1838.  Nanna brevifrons ingår i släktet Nanna och familjen kolvflugor. Arten är reproducerande i Sverige. Inga underarter finns listade i Catalogue of Life.